# 554648 Olaffischer
554648 Olaffischer este o planetă minoră (asteroid) din centura de asteroizi. A fost descoperită pe 20 octombrie 2012 la Haleakalā Observatory⁠(d) de Pan-STARRS1⁠(d). 
Obiectul prezintă o orbită caracterizată de o semiaxă mare de 2,33794268222 UAi, o excentricitate de 0,21359199815068, o înclinație de 6,4043141213789 ° în raport cu ecliptica.